# Klemen Bunderla
Klemen Bunderla, slovenski radijski voditelj in pevec, * 19. februar 1984

### Pevska kariera
Prvi mejnik na njegovi pevski poti je predstavljala udeležba na Prvem glasu Gorenjske (pri devetih) leta 1993. V devetdesetih je nastopal po vaških veselicah z glasbeno skupino, nato pa se je po nekajletnem premoru, v času katerega je mutiral in se bolj posvečal radiu, leta 2006 zopet začel resneje ukvarjati s petjem: najprej je eno leto obiskoval ure solopetja pri Jadranki Juras, nato pa pri sopranistki Veri Danilovi, pri kateri se je učil 5 let. Leta 2009, šestnajst let po tem, ko je na njem nastopil prvič, je zmagal na festivalu Prvi glas Gorenjske (ki je potekal na Jesenicah) po izboru občinstva. Zmago mu je prinesla interpretacija Kreslinove popevke »Dan neskončnih sanj«. Širša javnost ga je kot pevca spoznala v oddaji X Factor Slovenija. Na avdiciji se je predstavil s priredbo skladbe »Sway« Deana Martina in žiranti – ena izmed njih je bila njegova nekdanja učiteljica Jadranka Juras – so ga soglasno uvrstili v naslednji krog. Izpadel je po 3. dnevu X-kampa (bootcampa) in tako ni bil izbran za oddaje v živo (med prvo deveterico).
2013 je izšla njegova prva pesem »Tvoja zvezda«, ki je nastala izpod peresa Aleša Klinarja. 2014 je začel sodelovati s 3Čelos (Sašo Kronegger, Matic Marinko in Gregor Gerbec), s katerimi so na Viktorjih 2013 premierno predstavili komad »Lepo je«. Leto zatem je izdal dva solo singla »Na pomoč« in »Od tebe stran«, s 3Čelos posnel »Happy Day«, julija z njimi nastopil na festivalu Pivo in cvetje, 5. novembra pa na koncertu Andrej Šifrer in prijatelji – Srce in razum v Cankarjevem domu. Imel je glavno moško vlogo Friderika II. v izvirnem celjskem muzikalu Veronika Deseniška, ki je premiero doživel poleti 2016.

### Voditeljstvo
Svojo radijsko kariero je začel pri 15 letih na Radiu Triglav, lokalnem jeseniškem radiu, kjer je sodeloval predvsem pri mladinskih oddajah. Nato je (okrog 2006) prestopil na Radio Ekspres, kjer je med drugim vodil Popolno popoldne, zadnja leta (nekako od 2013) pa je voditelj na radiih Aktual (kjer ga je moč slišati ob jutrih, dopoldnevih in vikendih) in Veseljak (kjer ga je moč slišati ob ponedeljkih in petkih v Židanem dopoldnevu). Bil je tudi televizijski voditelj, na primer na TV Papriki.
Ukvarja se tudi z igralstvom (z igro se je ukvarjal več kot 10 let) in sinhronizacijo risank (npr. glas Muna v animiranem filmu Mun: Varuh Lune), bil je soustanovitelj Kulturnega društva K, učil se je gledališke režije.
Leta 2018 je vodil slovenski pevski šov Nova zvezda Slovenije, ki je bil predvajan na Planet TV. Leta 2023 je začel voditi kuharsko oddajo Riba, raca, rak.

### Znan obraz ima svoj glas
Bunderla je svoje igralske in pevske sposobnosti preizkusil v oddaji Znan obraz ima svoj glas (2015) in postal končni zmagovalec sezone. Največ pohval je bila deležna njegova dvojna preobrazba v Erosa Ramazzottija in Tino Turner. Z zlato so označeni tedni, v katerih je zmagal.
| #   | Preozbrazba                   | Pesem                           |
| --- | ----------------------------- | ------------------------------- |
| 1.  | Rick Astley                   | "Cry For Help"                  |
| 2.  | Sex Pistols                   | "Anarchy in the UK"             |
| 3.  | Oliver Mandić                 | "Pitaju me, pitaju"             |
| 4.  | Nick Cave                     | "Where the wild roses grow"     |
| 5.  | Andrej Šifrer                 | "Gorska roža"                   |
| 6.  | Macy Gray                     | "I try"                         |
| 7.  | Pet Shop Boys                 | "It's a sin"                    |
| 8.  | Adi Smolar                    | "Jaz sem nor"                   |
| 9.  | Josh Groban                   | "You Raise Me Up"               |
| 10. | Tina Turner & Eros Ramazzotti | "Cose della vita"               |
| 11. | Bajaga                        | "Godine prolaze"                |
| 12. | Elton John                    | "Can You Feel the Love Tonight" |

## Zasebno življenje
Njegov oče je Prekmurec. Junija 2015 sta se z dekletom Kajo Kavčič zaročila, a sta 2017 zaroko razdrla in se po 7 letih zveze razšla.

## Diskografija
- Tvoja zvezda (2013)
- Lepo je (2014) − 3Čelos
- Na pomoč (2015)
- Happy Day (2015) − 3Čelos
- Od tebe stran (2015)
- Tvoj schatzi (2017) − z Antipopom in Blažem Hribarjem
- 100 razlogov (2018)
- Slaba kopija (2019)